# 知らなくていいコト
『知らなくていいコト』（しらなくていいコト）は、2020年1月8日から3月11日まで日本テレビ系「水曜ドラマ」で放送されたテレビドラマ。主演は吉高由里子。脚本を担当する大石静のオリジナル作品。週刊誌記者として働く女性が母親から言われた父親に関する事実を知り、人生最大のスクープにぶち当たる過程を描く。

## あらすじ
週刊誌『週刊イースト』の女性記者・真壁ケイトは、仕事も恋も順調な日々を送っていた。そんなある日、女手一つで自分を育ててくれた母・杏南が急死してしまう。母は最期に、今まで一度も話したことのなかったケイトの父にして、有名なハリウッドスター・キアヌ・リーブスを告げて他界してしまう。ケイトは自身の出生の謎と父の秘密に迫る。

## キャスト
真壁ケイト（まかべ けいと）〈32〉
演 - 吉高由里子
本作の主人公。週刊誌「週刊イースト」編集部記者、特集班・黒川班に所属。1987年8月10日生まれ。自信家だが人懐っこい。口癖は「どもっ!」。
通称「イーストのエース」。頭の回転は早い方で、見出しを考えるのも得意。黒川のデスク代理を務める。
亡くなる前の母・杏南から父親に関する衝撃の事実を知ることになり、人生最大のスクープにぶつかる。
杏南の言葉通り、キアヌ・リーブスが父親と思っていたが、遺品から指輪が見つかり購入した宝石店で調べたら、ケイトの生まれる2年前に乃十阿徹という人物が購入したものだった。乃十阿とは誰かを調べたら数年前に出所した30年前に起きた無差別殺人事件の犯人であり、自分が殺人犯の娘という疑いが出始める。
殺人犯の娘ではという事から最初は協力していた彼氏の野中が別れていき、杏南の生前に乃十阿が父親と聞いていた元彼の尾高から事実を聞いた。尾高の協力も得ながら自分の父親の事を調べていくが、その流れのうちに尾高と寄りを戻すことになる（野中は殺人犯の娘という理由で別れたが、尾高はかつてそれを分かっていて結婚を申し込んだのを知って尾高に再び気持ちが傾いていった）。しかし、尾高はケイトと別れてから別な女性と結婚して妻子持ちになっていたため不倫スクープを追ってきたケイトが不倫をすることになってしまい父親の謎と共に苦悩を強いられる事になる。また、ケイト自身が乃十阿と杏南が不倫して生まれた子供というのも影を落とした。
最終的には父親である乃十阿徹は実際は犯罪者ではない事が分かり（息子である当時まだ3歳だった戸倉聡が給水ポットに毒草であるハリヒメ草を誤って入れた為に起きた事件であり、乃十阿は聡の身替わりで逮捕されて収監されていた）、尾高の事は尾高自身が家族とケイトを両立出来る程器用じゃないと離婚を考えていたが、30年間息子を庇って服役していた乃十阿の供述を聞いていた尾高を見ていて尾高は子供を捨てる事は出来ないしそうして欲しくない、自分と結婚したために尾高と子供を引き裂くことは出来ないと思い「死ぬほど好き、尾高の全てが欲しい」という自分の気持ちを押し殺して別れる事を決断した。だが、離婚して欲しくないと思っていたケイトの気持ちと裏腹に尾高との不倫は尾高の家族を引き裂く事になり、尾高の妻は子供を置いて出ていった。
最終話終盤（2023年＝物語の世界から3年後）では編集長に昇格した黒川の後任で特集班の班長（デスク）に就任した。
尾高由一郎（おだか ゆういちろう）〈35〉
演 - 柄本佑
「週刊イースト」編集部と契約をしているフリーの動物カメラマン。ケイトの元彼。既婚者。1984年12月16日生まれ。出身地及び本籍地は熊本県。
元々は同誌編集部と契約をしていた報道カメラマンだったが、とあるスクープ後に動物カメラマンに転向した。報道カメラマン時代は新人だったケイトに記者としてのイロハを教えていき、その流れで恋仲となった。個人のスタジオを所有していて、ケイトは交際時によく泊まっていた。
ケイトとまだ交際していた時期に30年前に起きた無差別殺人事件の犯人と言われている乃十阿徹の出所で取材をしていたが、それを知ったケイトの母親の杏南から乃十阿がケイトの父親である事を知らされていた（杏南からの強い要望でこの時はケイトには教えていなく、杏南の没後に乃十阿の件でケイトが疑惑を持ってからケイトには教えた）。そして、このスクープ記事が当時の編集長の判断で掲載されて会社上げての大騒動となり、自分から動物カメラマンに転向して、当時は上手くいってなかったケイトとも別れた（尾高はケイトにプロポーズしたが、報道カメラマンを辞めた尾高に魅力を感じなくなったケイトから振ってしまい、当時新人だった野中がケイトに興味を持っていたのも尾高が気付いていたので身を引き、ケイトは野中と付き合い始めた）。
ケイトと別れた後に、みほと結婚して一児を儲けるが、野中と別れた後のケイトが自分の父親の事を調べているのに協力をしているうちに寄りを戻してしまい不倫関係となる（第7話で編集部内でケイトを庇って尾高が刺された事で、不倫関係が編集部内の殆どに分かられる事になるが、身を挺して尾高がケイトを守ったことにより、不倫であるにもかかわらず野中以外からは非難の声は殆ど起こらなかった。後述の野中が辞表提出時も同様で、岩谷がケイトと尾高なら不倫でもいいと歓迎していたのも影響していた）。
ケイトと結婚するためにみほと離婚してみほに子供も渡すつもりでいたが、離婚するのと子供を渡して自分と結婚するのをケイトが拒否したため、最終的にケイトとは再び別れることになり、みほは子供を置いて離婚した。
離婚後に置いていかれた子供を、ケイトが一緒に面倒見ようと言って、三たび寄りを戻すことをケイトから提案されるが、そんなケイトは好きじゃないのとそんな気分じゃないと言って前の2回と違い今度は自分からケイトを振って、シングルファーザーとしての時間を優先する為に活動を縮小。最終話終盤で街中でケイトが子供連れの尾高を遠くから見掛けた様子から、離婚後はケイトからも「週刊イースト」編集部からも距離を置いた模様である。
野中春樹（のなか はるき）〈28〉
演 - 重岡大毅
ケイトの彼氏。結婚の約束までしていたが、ケイトの父親に関する事実を聞き、第1話で別れを告げた（別れてからは敬語を使っていて、ケイさん、春くんと呼び合っていたのも真壁さん、野中くんもしくは野中と変わっている）。ただし、別れた事は編集長の岩谷とケイトの元彼の尾高、ケイトと別れてから付き合っていた愛花以外には第6話まで秘密にされていた。
「週刊イースト」編集部の記者（連載班・東山班所属）。
ケイトと別れてからは愛花と付き合っているが、愛花はケイトと付き合っていたときの野中には魅力を持っていたが自分の彼氏になってからは魅力を感じなくなり、次第に相手にされなくなっていく。
また、ケイトと尾高が寄りを戻した事で屈折してしまい、ケイトと尾高が刺されて負傷した際に取材に訪れた「深層スクープ」の記者にケイトの父親に関する事などを話したり、それが野中がやった事だと分かった尾高に殴られ（ケイトの歴代彼氏だった尾高と野中以外は知らなかった事だが、尾高は最初は野中にメリットは無いと思っていたが、岩谷と話していくうちに野中だと思い始める）、泥酔してケイトの家に行き暴言を吐いたり（「深層スクープ」にケイトを売ったのは自分じゃないと嘘もついている、だだし、ケイトが尾高と不倫しているのは話さなかった）、無断欠勤を続けるなど愛花にも相手にされなくなっていくだけでなく、編集部内でもどんどん孤立していく。
麻布高校卒業。部活は将棋部だった。一人称は「僕」。
最終話で「週刊イースト」を退職。退職までの行いが悪すぎたため、岩谷には慰留もされずにあっさり辞表を受理されて、ケイトを売った件は編集部全員に謝罪はしたが、厄介者状態で追い返された。ケイトが犯罪者の娘じゃなかったと聞いて別れる必要が無かったという等最後まで空気を読めない状態だった（この発言時、既にこの時点でケイトは尾高と2度目の破局をしていたが、岩谷にはまだ伝えていなかったため、岩谷は編集部員全員の前で野中に「ケイトには尾高がいる」と宣言している。岩谷がケイトと尾高の破局を聞いたのは野中が帰ってからすぐにケイトから聞いた）。最終話終盤では、小説家・作家に転身している。
小野寺明人
演 - 今井隆文
特集班 黒川班記者。既婚。髪型がアフロで黒川から「取材時に悪目立ちする」と思われている。
ケイトより先輩だが、黒川が不在時のデスク代理には小野寺ではなくケイトが就き、最終話終盤でもデスクに昇格したケイトの部下になっている。
倉橋朋美
演 - 小林きな子
特集班 倉橋班・デスク。
小泉愛花
演 - 関水渚
連載班 東山班記者。
ケイトと野中が別れてから野中と付き合う。仕事はできる方らしく、要領も良いため、倉橋からスカウトされる。
ケイトと乃十阿の件を調べる為に岩谷が急造で岩谷班を作った時には小野寺や木嶋と共にメンバーに抜擢され、特集班でも出来る所を見せていて、後述の通り後にケイトがデスクに昇格するとその班に異動したため、この時の抜擢が特集班に異動する伏線となった。
次第に野中から離れていき、佐藤に接近。最終話終盤ではデスクに昇格したケイトの班に異動して、佐藤の机の隣に座っている。
鮫島裕二
演 - 和田聰宏
特集班 鮫島班・デスク。
柴崎・ウッディ・健太
演 - 渡辺邦斗
WEB班 内山班記者。
田淵隆太
演 - 粟島瑞丸
グラビア班 田淵班・デスク。
佐藤幸彦
演 - 森田甘路
特集班 黒川班記者。「ケイトチルドレン」を自称。
物語後半は野中を見限った愛花といい感じになっている。最終話終盤では小野寺、福西、連載班から異動した愛花と共にデスクに昇格したケイトの班にいて、愛花が隣に座っている。
福西彰
演 - 渕野右登
特集班 黒川班記者。愛花とは同期。ゆとりらしい発言や呑気な行動が多く、黒川から叱責されている。
最終話終盤では、デスクに昇格したケイトの班で働いている。
木嶋涼太
演 - 永野宗典
特集班 鮫島班記者。
小林英明
演 - 岡部尚
特集班 倉橋班記者。
市川武
演 - 渋谷謙人
グラビア班 田淵班カメラマン。
内山英嗣
演 - 今里真
WEB班 内山班・デスク。
東山秀則
演 - 本多力
連載班 東山班・デスク。野中と愛花の直属の上司。
黒川正彦
演 - 山内圭哉
特集班 黒川班・デスク。ケイト、小野寺、佐藤、福西の直属の上司。関西弁で話す。
最終話終盤では「週刊イースト」の編集長に就任。
里見花乃
演 - 宮寺智子
編集部 庶務係。尾高にも優しく声をかけてくれる。
尾高みほ（おだか みほ）
演 - 原史奈
尾高の妻。1984年4月22日生まれ。
最終話では尾高と離婚。子供を置いて行方を晦ました。
真壁杏南（まかべ あんな）〈62〉
演 - 秋吉久美子
ケイトの母。慶英大学文学部英米文学科卒業。
著名な映画評論家であり字幕翻訳家。マスコミにも積極的に出演していた。
収録直後に突然倒れてしまい、意味不明な言葉を残し、くも膜下出血で息を引き取る。
卒業論文はエデンの東。
生前、尾高にはケイトの父親に関する秘密を伝えていた。
岩谷進（いわたに すすむ）〈52〉
演 - 佐々木蔵之介
「週刊イースト」の編集長。妻は同業者で「週刊世界」編集長。
ケイトが野中と破局後に、尾高とケイトなら不倫でもいいと不謹慎な発言をしていて、実際にケイトと尾高が不倫関係になってからは後押しをしている。破局時もなんとか寄りを戻そうとしていた。
最終話終盤では「週刊イースト」の編成局長に就任した。
乃十阿徹（のとあ とおる）
演 - 小林薫
ケイトの父親。実は30年前に世間を震撼とさせた殺人事件を起こしたとされる男。
出所後は自転車屋を営んでいる。

### ゲスト
第1話
浅井マネージャー
演 - 玄覺悠子
多賀笑子（たが えみこ）
演 - 倍賞美津子
第2話
山際篤夫（やまぎわ あつお）
演 - えなりかずき
笹野明奈（ささの あきな）
演 - 市川由衣
第3話
河原巽（かわはら たつみ） / タツミーヌ
演 - 大貫勇輔
ミミコ近藤
演 - 篠井英介
菅井
演 - 大河内浩
第4話
ジーザス富岡（ジーザスとみおか）
演 - 新納慎也
向井翔
演 - 井上瑞稀 (HiHi Jets / ジャニーズJr.)
翔の彼女
演 - 駒井蓮
中島光
演 - 長野里美
生方康三（うぶかた こうぞう）
演 - 及川いぞう
神崎光一（かんざき こういち）
演 - 田中聡元
生田（いくた）プロデューサー
演 - 望月理恵（第9話）
第5話
沖田秀則（おきた ひでのり）
演 - 勝野洋
長谷部（はせべ）刑事
演 - 清水伸
石川（いしかわ）弁護士
演 - 小須田康人
第6話
高村（たかむら）弁護士
演 - 平田満（第9話）
桜庭洋介（さくらば ようすけ）〈35〉
演 - 田村健太郎
桜庭和美（さくらば かずみ）
演 - 三倉茉奈（第7話）
吉澤文香（よしざわ ふみか）〈26〉
演 - 佐津川愛美
第7話
丸山（まるやま）シゲオ
演 - 西村まさ彦
笹美鈴（ささ みれい）
演 - 小沢真珠
江川直之（えがわ なおゆき）
演 - おかやまはじめ
伊地知悟
演 - 寺井義貴（第8話）
第8話
相田依子（あいだ よりこ）
演 - 遠藤久美子
相田正司（あいだ しょうじ）
演 - 住田隆
石森（いしもり）副社長
演 - 大高洋夫（最終話）
第9話
荒牧 - 三船海斗
小滝かおる（こたき ‐ ）
演 - 小林きな子（二役）
平岩（ひらいわ）社長
演 - 篠塚勝
最終話
戸倉聡（とくら さとし）
演 - 橋本淳

## スタッフ
- 脚本 - 大石静
- 音楽  - 平野義久
- 主題歌 - flumpool 「素晴らしき嘘」（A-Sketch）[3]
- チーフプロデューサー - 西憲彦
- プロデューサー - 小田玲奈、久保田充、大塚英治（ケイファクトリー）
- 演出 - 狩山俊輔、塚本連平、久保田充、内田秀実
- 制作協力 - ケイファクトリー
- 制作 - 日本テレビ

## その他
- 2024年のNHK大河ドラマ『光る君へ』は、本作の主演の吉高が主演を務め、脚本も本作の脚本を担当した大石が担当することが2022年5月11日に発表された[4]。大石は本作での吉高の女優としての印象から、『光る君へ』の企画時に彼女を主演に推薦した[4]。2022年11月8日には、本作で吉高の相手役を務めた柄本が吉高の相手役を務める事も発表され、同日に吉高と一緒に記者会見を行った[5]。また、『光る君へ』の制作が発表後に吉高が主演、大石が脚本で2023年1月期のテレビ朝日系列の連続ドラマ『星降る夜に』の制作も発表されている[6]。
- 吉高は本作の放送された2020年は10月期にTBSテレビ系列で放送された日曜劇場『危険なビーナス』にヒロインで出演しており、本作に続いてこの年2作目の民放地上波の連続ドラマレギュラー出演となったが、吉高が同じ年に民放地上波の連続ドラマのレギュラー出演を複数作務めたのは2009年以来（この年は3作レギュラー出演）、11年振りのことだった。
- 2022年4月期に本作と同枠で放送された『悪女（わる）〜働くのがカッコ悪いなんて誰が言った?〜』の最終話で、本作で編集部が物語の舞台となった雑誌「週刊イースト」における掲載記事が登場している[7]。

## 放送日程
| 各話                                                                        | 放送日  | サブタイトル                                                       | ラテ欄                                                 | 演出     | 視聴率 |
| --------------------------------------------------------------------------- | ------- | ------------------------------------------------------------------ | ------------------------------------------------------ | -------- | ------ |
| 第1話                                                                       | 1月08日 | ケイトがぶち当たる人生最大の 「知らなくていいコト」とは!?          | 吉高由里子主演 週刊誌が舞台の お仕事系ヒューマンドラマ | 狩山俊輔 | 09.4%  |
| 第2話                                                                       | 1月15日 | まさか私があの殺人犯の 娘だったなんて…!?                           | 私が殺人者の娘? 週刊誌記者が逆境に立ち向かう!          | 狩山俊輔 | 08.9%  |
| 第3話                                                                       | 1月22日 | 「殺人犯の父と対面!」 ケイトは自分の真実に立ち向かう!              | ついに殺人犯の父と対面! ケイトめぐり男達が戦う         | 塚本連平 | 10.3%  |
| 第4話                                                                       | 1月29日 | 尾高が衝撃告白! 父の殺人事件の意外な事実とは―?                     | これが週刊誌の裏側! 編集部一丸で狙う大スクープ         | 久保田充 | 09.1%  |
| 第5話                                                                       | 2月05日 | 父の犯した殺人事件の動機が知りたい…! 抑えられないケイトは父の元へ… | 急展開! ついに殺人犯の父を直撃! 真の動機を暴け         | 狩山俊輔 | 08.7%  |
| 第6話                                                                       | 2月12日 | 仕事で不倫を暴いている私が まさかの不倫…!?                         | 週刊誌の不倫報道裏側公開! タレコミ尾行を直撃           | 塚本連平 | 08.4%  |
| 第7話                                                                       | 2月19日 | 週刊イースト襲撃事件発生! ケイト絶体絶命大ピンチ!                  | 週刊誌襲撃事件で絶体絶命! 不倫の恋の天罰?              | 内田秀実 | 09.5%  |
| 第8話                                                                       | 2月26日 | さらなる逆境! ついに“殺人犯の娘”が公に!                            | 号泣! 殺人犯の娘が公に! 父の事件と不倫愛の行方         | 内田秀実 | 09.8%  |
| 第9話                                                                       | 3月04日 | 謎に包まれた30年前の 事件の真相が明らかに!                         | 動揺! 父の殺人事件の真相… 誰かを庇っていた!?           | 塚本連平 | 10.1%  |
| 最終話                                                                      | 3月11日 | ケイトが選ぶ人生& 不倫愛の行方とは?                                | ケイトの選択! 運命の愛の結末は!? 事件真相に涙          | 狩山俊輔 | 10.6%  |
| 平均視聴率 9.5%（視聴率はビデオリサーチ調べ、関東地区・世帯・リアルタイム） |         |                                                                    |                                                        |          |        |